# Калиноваць
Калі́новац (хорв. Kalinovac) — село і однойменна громада на півночі Хорватії, у Копривницько-Крижевецькій жупанії. За даними перепису населення 2001 року громада налічує 1725 жителів, тоді як саме село — 1573, абсолютну більшість яких становлять хорвати.

## Населення
Населення громади за даними перепису 2011 року становило 1 597 осіб. Населення самого поселення становило 1 463 осіб.
Динаміка чисельності населення громади:
Динаміка чисельності населення центру громади:

## Населені пункти
Крім поселення Каліноваць, до громади також входять:
- Батинське
- Молвиці